# Moronidae
A Moronidae a csontos halak (Osteichthyes) főosztályának sugarasúszójú halak (Actinopterygii) osztályába, ezen belül a sügéralakúak (Perciformes) rendjébe tartozó család.
Ebbe a csontoshal-családba 6 faj tartozik.

## Tudnivalók
A Moronidae-fajok Észak-Amerika keleti partmentén és Európa partjainál a leggyakoribbak. Élőhelyük megegyezik az Acropomatidae-fajok élőhelyével.
A halak testhossza általában 127 centiméter, de fogtak 200 centiméteres példányokat is. A sporthorgászok kedvelt halai.

## Rendszerezés
A családba 2 nem tartozik:
- Dicentrarchus Gill, 1860 - 2 faj
- Morone Mitchill, 1814 - típusnem; 4 faj

## Fordítás
- Ez a szócikk részben vagy egészben  a   Moronidae című angol Wikipédia-szócikk ezen változatának fordításán alapul.  Az eredeti cikk szerkesztőit annak laptörténete sorolja fel. Ez a jelzés csupán a megfogalmazás eredetét és a szerzői jogokat jelzi, nem szolgál a cikkben szereplő információk forrásmegjelöléseként.